# Bolton Lake, Kenora District
Bolton Lake är en sjö i Kanada.   Den ligger i Kenora District och provinsen Ontario, i den sydöstra delen av landet, 1 400 km väster om huvudstaden Ottawa. Bolton Lake ligger 384 meter över havet. Arean är 0,16 kvadratkilometer. Den ligger vid sjön Carleton Lake. Den sträcker sig 0,6 kilometer i nord-sydlig riktning, och 0,5 kilometer i öst-västlig riktning.
I omgivningarna runt Bolton Lake växer i huvudsak blandskog. Trakten runt Bolton Lake är nära nog obefolkad, med mindre än två invånare per kvadratkilometer.